# 覺羅科爾昆
覺羅科爾昆（？—1669年），滿洲正藍旗，阿颜觉罗氏，清朝武将、清朝刑部尚書。
科爾昆年轻时从清太宗攻战有功，隶属于前锋营。崇德年间松山、杏山之战，力战陷阵，授佐领。清军入关后，转战山西、湖广、贵州，擢升为护军统领。康熙年间又参与茅麓山战役，担任军锋。曾任鑲黃旗蒙古副都統。康熙元年八月丙辰，接替覺羅雅布蘭，擔任清朝刑部尚書，后。由尼滿接任。

## 延伸阅读
[在维基数据编辑]
 《清史稿·卷241》，出自趙爾巽《清史稿》